# خط مبدأ
خط مبدأ خطی فرضی در امتداد ساحل است که محدوده [آب‌های سرزمینی] و سایر نواحی دریا که کشور ساحلی از حقوق حاکمیتی در آن‌ها برخوردار است نسبت به آن اندازه‌گیری می‌شود. خط مبدأ معمولاً از پائین ترین حد جزر دریا ترسیم می‌شود. اما در شرایط ویژه مانند مضرس و دندانه‌دار بودن شدید ساحل یا وجود جزایر نزدیک به هم از خط مبدأ مستقیم استفاده می‌شود که پیش آمده‌ترین نقاط خشکی در دریا را به هم متصل می‌کند.